# Reprezentacja Argentyny na Mistrzostwach Świata w Wioślarstwie 2009
Reprezentacja Argentyny na Mistrzostwach Świata w Wioślarstwie 2009 liczyła 7 sportowców. Najlepszym wynikami były 7. miejsce w czwórce podwójnej wagi lekkiej mężczyzn.

## Medale

### Złote medale
Brak

### Srebrne medale
Brak

### Brązowe medale
Brak

## Wyniki

### Konkurencje mężczyzn
- jedynka (M1x): Ariel Suárez – 11. miejsce
- czwórka podwójna wagi lekkiej (LM4x): Felipe Taglianut, Ramiro Mazaeda, Agustin Campassi, Miguel Mayol – 7. miejsce

### Konkurencje kobiet
- dwójka bez sternika (W2-): Laura Abalo, Gabriela Best – 9. miejsce